# Царапкин, Роман Викторович
Роман Викторович Царапкин (род. 9 мая 1995 года) — российский гандболист, выступающий за клуб ЦСКА. Мастер спорта России (2015).

## Карьера

#### Клубная
Роман Царапкин начинал играть в гандбол в «Кунцево», а профессиональную карьеру начал в «Чеховские медведи», в составе которого становился 2015 и 2016 году. Роман Царапкин в 2016 году перешёл в словацкий клуб «Татран».
В июне 2023 года перешёл в ЦСКА.

#### Международная карьера
Роман Царапкин выступал за молодёжную сборную России. С 2023 года привлекается к играм за национальную сборную России.

## Награды
- Победитель чемпионата России: 2015, 2016, 2024
- Победитель чемпионата Словакии: 2017, 2018, 2019, 2021, 2022
- Победитель Суперкубка России: 2023, 2024
- Победитель Кубка России: 2024, 2025

## Статистика
Статистика Романа Царапкина в сезоне 2018/19 указана на 11.6.2019
| Сезон        | Клуб              | Лига             | Матчи | Голы | 7-метр | Голы | передачи | перехваты |
| ------------ | ----------------- | ---------------- | ----- | ---- | ------ | ---- | -------- | --------- |
| 2014-15      | Чеховские Медведи | Чемпионат России | 22    | 7    | 0      | 7    | 0        | 3         |
| 2015-16      | Чеховские Медведи | Чемпионат России | 12    | 9    | 0      | 9    | 4        | 2         |
| 2016-17      | ГК Татран Прешов  | Екстралига       | 29    | 8    | 0      | 8    | -        | -         |
| 2017-18      | ГК Татран Прешов  | Екстралига       | 20    | 76   | 0      | 76   | -        | -         |
| 2018-19      | ГК Татран Прешов  | Екстралига       | 21    | 73   | 0      | 73   | -        | -         |
| 2016–по н.в. | Итого             | Чемпионат России | 34    | 16   | 0      | 16   | 4        | 5         |